# NGC 5007
NGC 5007 est une galaxie lenticulaire relativement éloignée et située dans la constellation de la Grande Ourse. Sa vitesse par rapport au fond diffus cosmologique est de 8 460 ± 8 km/s, ce qui correspond à une distance de Hubble de 124,8 ± 8,7 Mpc (∼407 millions d'al). NGC 5007 a été découverte par l'astronome germano-britannique William Herschel en 1790.

## Groupe de NGC 5007

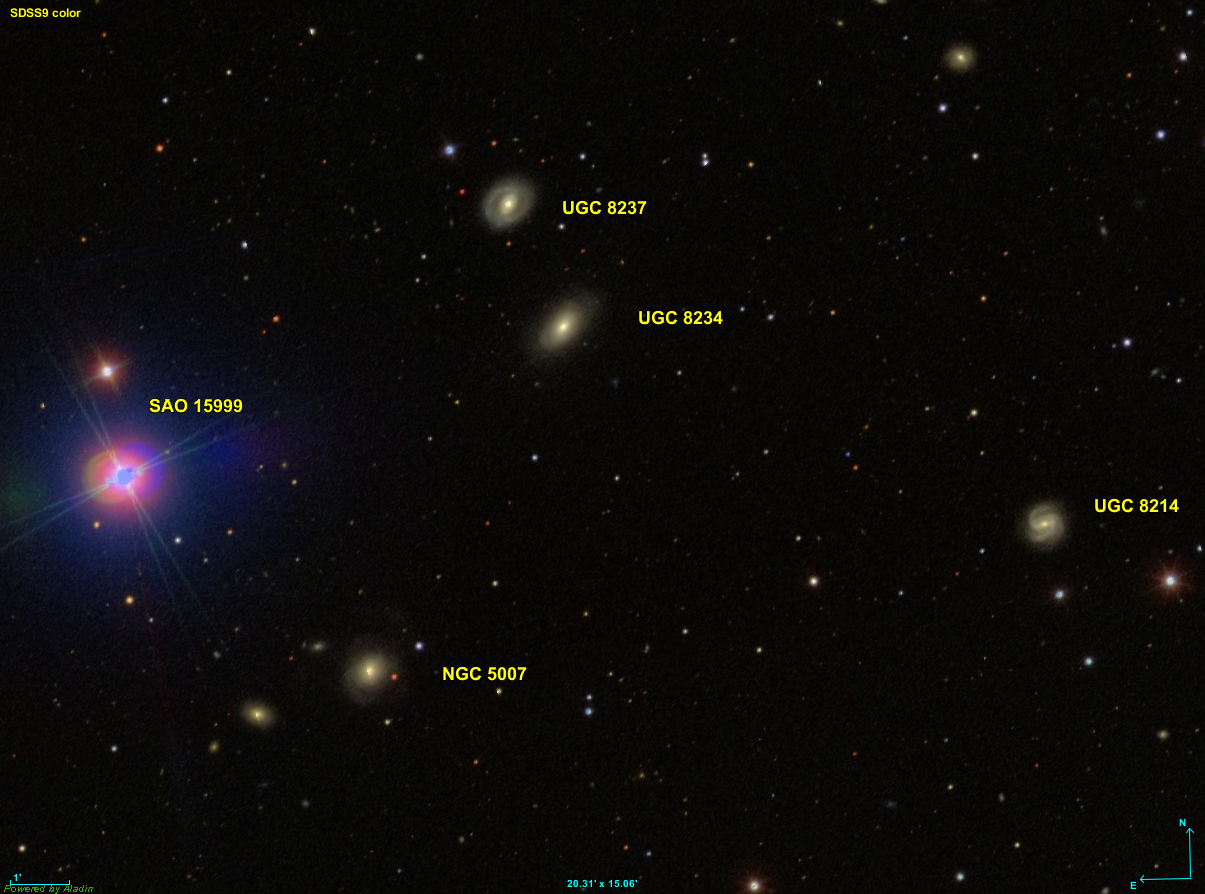
Les trois galaxies du trio de NGC 5007,

NGC 5007 est un membre d'un trio de galaxie qui porte son nom. Les deux autres galaxies du groupe de NGC 5007 sont UGC 8214 et UGC 8234 respectivement notées 1305+6229 et 1306+6233 dans l'article d'Abraham Mahtessian, des abréviations pour CGCG 1305.7+6229 et CGCG 1306.8+6233.